# Anders Bjerring Qvist
Anders Bjerring Qvist (født 31. juli 1987 på Frederiksberg), er en dansk professionel fodboldspiller, hvis primære position på banen er i det centrale forsvar.

## Spillerkarriere

### Klubkarriere
Qvist fik sin fodboldopdragelse i den lokale fodboldklub Frederiksberg Boldklub (5-13 års alderen), men senere henne i ungdomsårene rykkede den højrebenede forsvarer i stedet ud som drengespiller for lokalrivalerne fra B.93 (fra 13 års alderen). Den daværende klubejer og tidligere landsholdsspiller af Østerbro-klubben, Preben Elkjær, valgte ved Qvists overgang til seniortiden at underskrive en tre-årig spillerkontrakt med midterforsvareren, som i 2005/06-sæsonen var med til at spille københavnerne fri for nedrykning i 2. Division Øst. Qvist blev i alt noteret for 46 optrædener (ingen scoringer) på B.93's førstehold i henholdsvis pokalturneringen, 1. division samt 2. division.
Den daværende U/19-landsholdsanfører (og tidligere U/18-landsholdsanfører) skrev i januar 2006 som 18-årig under på en fire-årig spillerkontrakt med Superliga-klubben FC Nordsjælland, hvilket havde sportslig virkning fra og med den 1. juli samme år.
Efter i den forgangne sæson kun at have opnået otte Superligakampe for klubben indgik nordsjællænderne i sommerpausen 2007 en halv-årig lejekontrakt med 2. divisionsklubben Fremad Amager, hvor han fik sin officielle kampdebut den 2. september 2007 i forbindelse med en udebanekamp mod divisionskollegaerne fra Greve Fodbold. Lejekontrakten blev indgået blandt andet på et ønske om at få mere spilletid. Qvist skulle oprindeligt efter efterårssæsonens afslutning og lejekontraktens udløb vende tilbage til FC Nordsjælland, men fik i stedet forlænget sin lejekontrakt med amagerkanerne for den resterende del af 2007/08-sæsonen.
I 2009 indgik Qvist en kontrakt med FC Roskilde, der spiller i 1. division.

### Landsholdskarriere
Qvist har opnået samlet 53 optrædener og været repræsenteret på samtlige af DBUs ungdomslandshold (fra U/16 til U/21) og blevet noteret for en enkelt scoring i en U/16-landsholdskamp i 2002.